# Jenbach
Pour les articles homonymes, voir Béla Jenbach et Ida Jenbach.
 (juin 2014).
Jenbach est une commune du canton de Schwaz au Tyrol, en Autriche.

## Géographie

### Localisation
Jenbach se trouve dans la vallée de l'Inn (Inntal), 36 km à l'est d'Innsbruck, la capitale du land de Tyrol. Le territoire communal s'étend au sud du Achensee (en français : lac Achen), au pied du massif des Karwendel, et près de l'entrée du Zillertal (en français : val du Ziller).

### Communes voisines
Les communes voisines de Jenbach sont Buch in Tirol (au sud), Stans (au sud-ouest), Eben am Achensee (au nord), et Wiesing (à l'est).

### Trafic
La position de Jenbach est très importante pour le trafic de la région. En effet, Jenbach fait une connexion entre l'Achensee, et avec l'Achensee une connexion avec la Bavaria, le Zillertal, ce qui a une grande importance touristique, et l'Inntal.
La gare de Jenbach, desservie par les trains des Chemins de fer fédéraux autrichiens (ÖBB), ainsi que des lignes à voie étroite Achenseebahn et Zillertalbahn montre l'importance de la position de Jenbach

## Histoire
Les premiers peuplements de la commune de Jenbach datent de l'âge du bronze et de la culture de La Tène. C'est dans un acte de l'année 1269 que le lieu d’Ympach en Tyrol a été mentionnée pour la première fois. Selon la tradition locale, le nom dérive de jenseits des Baches (« au-delà du ruisseau »), même si l'on manque de preuves. 

### Jenbacher Werke

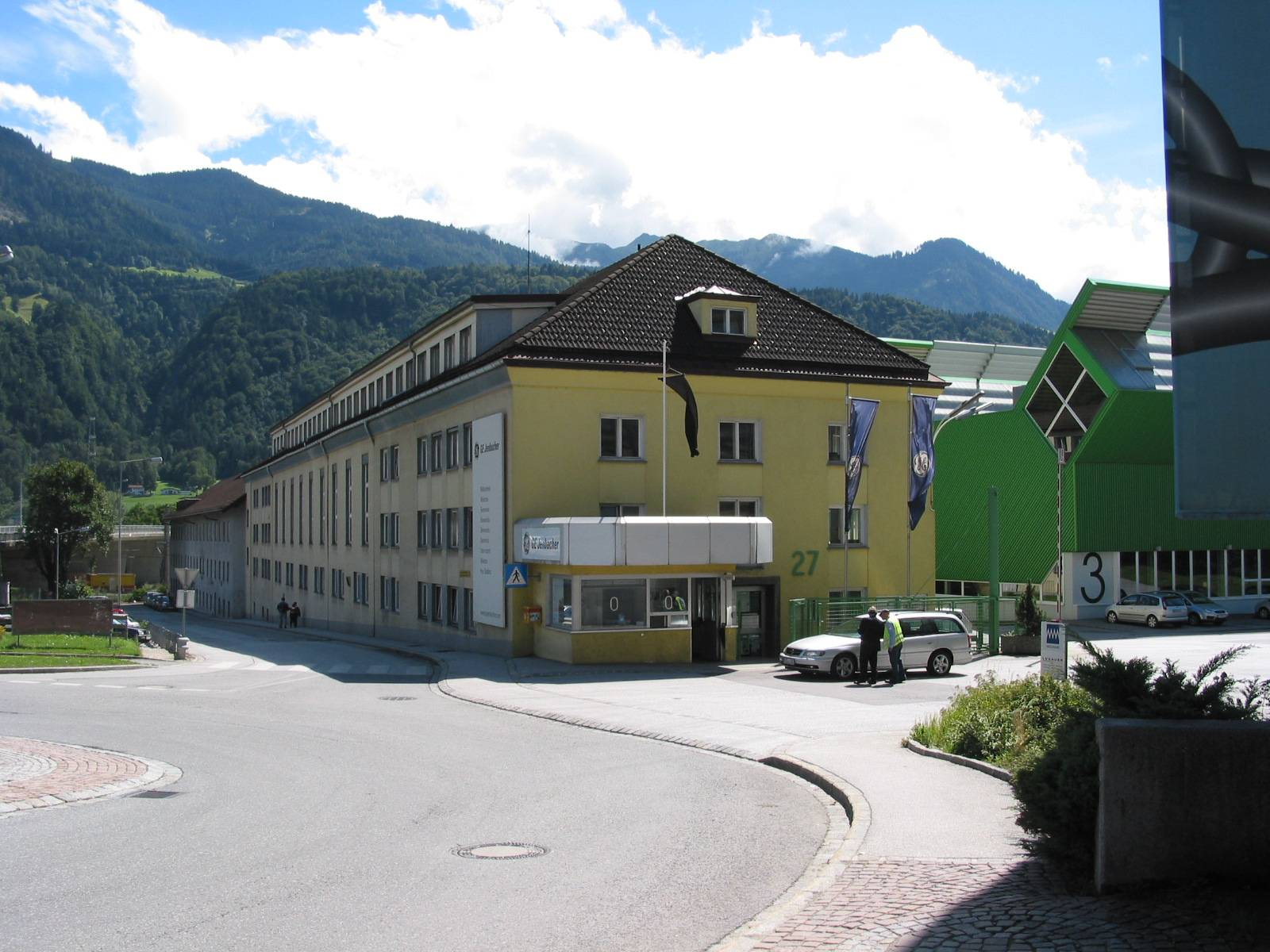
Les Jenbacher Werke vu de l'entrée.

L'histoire économique de Jenbach débute au XVe siècle : depuis 1410 - sous la conduite de la famille Fugger - des forges transformant le produit des mines d'argent et de cuivre locales existaient à Schwaz. Une usine sidérurgique a été construite vers 1685 ; on utilisa ces installations pour traiter le minerai de fer, extrait des mines de la région. À partir de 1773/1774, la couronne autrichienne des Habsbourg prit peu à peu le contrôle de ces maisons et, en 1865, la monarchie austro-hongroise les transforma en une propriété d'État. 
Cinq années plus tard, ces établissements furent cédés à la Salzburg-Tiroler-Montangesellschaft. En 1881, les commerçants juifs Julius (1843–1916) et Theodor Reitlinger (1845–1917) en devinrent propriétaires et les modernisèrent. En 1916, le fils de Julius Reitlinger, Friedrich Reitlinger, reprit l'entreprise. Après le suicide de Friedrich Reitlinger le 14 mars 1938, à la suite de l'Anschluss (annexion) de l'Autriche à l'Allemagne nazie, ces établissements devinrent à nouveau une propriété d'État et en 1939 ils furent vendus au fabricant d'avion Ernst Heinkel dans le cadre de la politique d'« aryanisation » nazi. Une filiale de Heinkel Flugzeugwerke durant la Seconde Guerre mondiale, les bâtiments de l'entreprise furent utilisés par les nazis pour produire des bombes. En février 1945, au cours de l'opération Clarion, la gare de Jenbach a été sévèrement bombardée par des B-24 de l'USAAF (12th AF) américaine.
En 1945, l'entreprise ne fut pas vendue immédiatement, mais demeura sous contrôle de l'administration publique jusqu'en 1955. Puis fut fondé le Jenbacher Werke Aktiengesellschaft, coté à la bourse de Vienne. Aujourd'hui, l'entreprise produit des locomotives et des moteurs diesel. En 2003, la société américaine General Electric a racheté Jenbacher Werke, devenue depuis GE Jenbacher. C'est actuellement le plus important fabricant au monde de moteurs à gaz destinés à la production d'électricité.

### Autres aspects économiques
Aujourd'hui, le village a une importance économique grâce à GE Jenbacher, Siko Solar, TIWAG, Katzenberger, Gubert (béton) et Holz Binder. Siko Solar et TIWAG œuvrent dans le domaine de l'énergie. Katzenberger et Gubert produisent du béton et des pièces préfabriquées en béton. Holz Binder produit principalement des poutres lamellées collées pour la construction de toits. Le « Kasbach » dessert quelques petites centrales électriques pour la fourniture d'électricité. La commune de Jenbach accueille également une fabrique de meubles (Binder).

## Personnalités
- Roland Hattenberger (né en 1948), footballeur.

## Jumelages
- Posina (Italie) depuis 2017